# Liste der Naturdenkmäler im Bezirk Grieskirchen
Die Liste der Naturdenkmäler im Bezirk Grieskirchen listet die als Naturdenkmal ausgewiesenen Objekte im Bezirk Grieskirchen im Bundesland Oberösterreich auf. Von den 18 Naturdenkmälern handelt es sich bei 17 geschützten Objekten um Bäume oder Baumgruppen, ein Naturdenkmal ist ein geschützter Wackelstein. Unter den Naturdenkmälern befinden sich vor allem heimische Arten, darunter sechs Sommer-Linden (Tilia platyphyllos), fünf Stieleichen (Quercus robur), drei Winter-Linden (Tilia cordata), zwei Gewöhnlichen Rosskastanien (Aesculus hippocastanum) ein Riesenmammutbaum (Sequoiadendron giganteum) und eine Rotbuche (Fagus sylvatica). Die Gemeinde Gallspach weist mit drei Naturdenkmälern die höchste Anzahl an Naturdenkmälern auf, Natternbach, St. Agatha und Tollet haben je zwei Naturdenkmäler.

## Naturdenkmäler
| Foto |                 | Name                                                       | ID    | Standort                                                                       | Beschreibung | Fläche | Datum      |
| ---- | --------------- | ---------------------------------------------------------- | ----- | ------------------------------------------------------------------------------ | --- | ------ | ---------- |
| 1    | Datei hochladen | Kapellenlinde                                              | nd295 | Eschenau im Hausruckkreis KG: Eschenau GrStNr: 3813/1 Standort                 | Die Sommer-Linde (Tilia platyphyllos) steht am Straßenrand neben einer Kapelle südlich von Neukirchen am Walde. Zum Zeitpunkt der Unterschutzstellung wies die Linde einen Stammumfang von 6,3 m (in 1,5 m Höhe gemessen), eine Höhe von 25 m und einen Kronendurchmesser von rund 18 m auf. |        | 26.03.1985 |
| 1    | Datei hochladen | Eiche in Wies                                              | nd433 | Gallspach KG: Enzendorf GrStNr: 177/1 Standort                                 | Die Stieleiche (Quercus robur) steht an der Gallspacher Straße zwischen Meggenhofen und Gallspach bei km 4,6 auf einer Straßenböschung. Sie wies zum Zeitpunkt der Unterschutzstellung einen Stammumfang von 5,1 m, einen Kronendurchmesser von 25 m und eine Höhe von etwa 26 m auf. |        | 05.03.1991 |
| 1    | Datei hochladen | Linde in Weinberg                                          | nd455 | Gallspach KG: Enzendorf GrStNr: 395 Standort                                   | Die Sommer-Linde (Tilia platyphyllos) steht in der Ortschaft Weinberg nahe dem Reitclub Gallspach. |        | 21.03.1991 |
| 1    | Datei hochladen | 2 Hauslinden in Hofkirchen                                 | nd496 | Hofkirchen an der Trattnach KG: Gassen GrStNr: 130 Standort                    | Die beiden Winter-Linden (Tilia cordata) stehen am südlichen Ortsanfang von Hofkirchen an der Trattnach. Zum Zeitpunkt der Unterschutzstellung wiesen die beiden Bäume einen Stammumfang von 3,5 bzw. 2,75 m (in einem Meter Höhe gemessen), einen gemeinsamen Kronendurchmesser von 15 m und eine jeweilige Höhe von rund 25 m auf. |        | 18.12.1992 |
| 1    | Datei hochladen | 2 große Eichen an der Innviertler Bundesstraße             | nd235 | Kallham KG: Kallham GrStNr: 2411/1 Standort                                    | Die beiden Stieleichen (Quercus robur) stehen auf einer steilen Böschung eines Parkplatzes im Gemeindegebiet von Kallham an der Innviertler Straße. Zum Zeitpunkt der Unterschutzstellung hatte eine der beiden Eichen einen Stammumfang von 4,2 m, die Höhe wurde auf rund 30 m geschätzt. |        | 24.01.1984 |
| 0 BW | Datei hochladen | Dorflinde                                                  | nd195 | Natternbach KG: Natternbach GrStNr: 50/3 Standort                              | Die Sommer-Linde (Tilia platyphyllos) steht im Ortskern von Natternbach neben dem Gasthaus zur Linde. Sie wies zum Zeitpunkt der Unterschutzstellung einen Stammumfang von 3,9 m (in einem Meter Höhe) und eine Höhe von etwa 25 m auf. Von den ursprünglichen zwei Hauptästen wurde der nördliche bereits vor der Unterschutzstellung entfernt. |        | 12.08.1983 |
| 1    | Datei hochladen | Jungfraustein                                              | nd230 | Natternbach KG: Natternbach GrStNr: 3433 Standort                              | Der Jungfraustein ist ein rund 3 m² großer Granitblock (Wackelstein). Er befindet sich rund 6 km nordwestlich von Natternbach in einem Waldstück nahe der Bezirksgrenze zwischen Grieskirchen und Schärding.Anmerkung: Koordinaten ins Zentrum des Grundstücks gesetzt. |        | 21.11.1983 |
| 1    | Datei hochladen | Anton Wurmb-Linde                                          | nd220 | Neumarkt im Hausruckkreis KG: Neumarkt im Hausruckkreis GrStNr: 188/2 Standort | Die Sommer-Linde befindet sich auf einer Kuppe nördlich von Neumarkt im Hausruckkreis neben deinem Gedenkstein für den Heimatdichter Anton Wurmb. Die Linde wies zum Zeitpunkt der Unterschutzstellung einen Stammumfang von 3,8 m, einen Kronendurchmesser von rund 10 m und eine Höhe von etwa 15 m auf. Der Stamm der Linde teilt sich in 1,9 m Höhe in sieben Hauptäste. |        | 12.10.1983 |
| 1    | Datei hochladen | Mammutbaum                                                 | nd315 | Peuerbach KG: Bruck GrStNr: 342/1 Standort                                     | Der Riesenmammutbaum (Sequoiadendron giganteum) steht im Garten der Villa Sassi. |        | 24.09.1985 |
| 1    | Datei hochladen | Kaisereiche                                                | nd221 | Peuerbach KG: Peuerbach GrStNr: 2945/58 Standort                               | Die Stieleiche (Quercus robur) auf dem Ortsplatz von Peuerbach wurde 1908 anlässlich des 60. Regierungsjubiläums von Kaiser Franz Josef gepflanzt. Zum Zeitpunkt der Unterschutzstellung wies die Eiche einen Stammumfang von 3,1 m, eine Höhe von 18 m und einen Kronendurchmesser von 13 m auf. |        | 12.10.1983 |
| 1    | Datei hochladen | Stieleiche                                                 | nd473 | Pram KG: Pram GrStNr: 2940 Standort                                            | Die Stieleiche (Quercus robur) steht am Ufer des Prambaches südwestlich der Ortschaft Rabenthal. |        | 12.11.1991 |
| 1    | Datei hochladen | Buche beim Güterweg Bräuleithen                            | nd469 | St. Agatha KG: Königsdorf GrStNr: 3521/5 Standort                              | Die Rotbuche (Fagus sylvatica) steht in einer Kehre des Güterwegs Bräuleithen. Sie wies zum Zeitpunkt der Unterschutzstellung einen Stammumfang von 3,05 m (in einem Meter Höhe), einen Kronendurchmesser von rund 16 m und eine Höhe von etwa 24 m auf. Im August 2024 wies die Buche schon einen starken Pilzbefall auf, ein Teil der Krone hat durch abgebrochene Hauptäste bereits gefehlt. Der Stammumfang in ein Meter Höhe betrug zu diesem Zeitpunkt 4,17 Meter. (Anmerkung: Vor Ort keine Kennzeichnung als Naturdenkmal vorhanden.) |        | 01.10.1991 |
| 1    | Datei hochladen | Fadinger Linde                                             | nd233 | St. Agatha KG: St. Agatha GrStNr: 1202 Standort                                | Die Fadinger Linde, eine Sommer-Linde (Tilia platyphyllos) steht neben einer Kapelle beim Fadingerhof in Parz. Sie wies zum Zeitpunkt der Unterschutzstellung in Brusthöhe einen Stammumfang von 4,1 m auf, hatte einen Kronendurchmesser von rund 15 m und eine Höhe von etwa 35 m. Die Linde wurde 1626 gepflanzt und besitzt zwei Hauptäste.Anmerkung: Die Grundstücksnummer 1201/1 im Bescheid bzw. Naturschutzbuch existiert nicht mehr.                                                                                                 |        | 10.01.1984 |
| 1    | Datei hochladen | Eichengruppe                                               | nd218 | Taufkirchen an der Trattnach KG: Roith GrStNr: 1122/2 Standort                 | Die Eichengruppe besteht aus fünf Stieleichen (Quercus robur), die an der östlichen Ortszufahrt von Taufkirchen Teil einer ehemaligen Eichenalle sind. Zum Zeitpunkt der Unterschutzstellung wiesen die Eichen einen Stammumfang von 2,5 bis 3,4 m auf. |        | 13.10.1983 |
| 1    | Datei hochladen | 2 Rosskastanien bei der Statue des Hl. Johannes v. Nepomuk | nd225 | Tollet KG: Tollet GrStNr: 66 Standort                                          | Die beiden Gewöhnlichen Rosskastanien (Aesculus hippocastanum) stehen neben einer denkmalgeschützten Statue des Hl. Johannes von Nepomuk östlich von Schloss Tollet. Ursprünglich bestand die Baumgruppe aus vier geschützten Kastanienbäumen, von denen jedoch die östlichen beiden Bäume auf Grund ihres schlechten Zustandes entfernt werden mussten (Bescheid von 1989). |        | 10.11.1983 |
| 1    | Datei hochladen | Winterlinde in Oberwödling                                 | nd559 | Tollet KG: Tollet GrStNr: 892/2 Standort                                       | Die Winter-Linde (Tilia cordata) befindet sich bei der St.-Ulrich-Kirche in Oberwödling. |        | 27.05.1997 |
| 1    | Datei hochladen | Linde beim Sportplatz in Waizenkirchen                     | nd472 | Waizenkirchen KG: Weidenholz GrStNr: 689 Standort                              | Die Winter-Linde (Tilia cordata) steht am Straßenrand der Eferdinger Straße bei km 39,65. Zum Zeitpunkt der Unterschutzstellung wies die Linde einen Stammumfang von 4,25 m, eine Höhe von etwa 24 m und einen Kronendurchmesser von 20 m auf. |        | 12.11.1991 |
| 1    | Datei hochladen | Rodaunerlinde                                              | nd215 | Wendling, Oberhof 7 KG: Zupfing GrStNr: 99 Standort                            | Die Sommer-Linde (Tilia platyphyllos) steht neben dem Gehöft Oberhof 7 („Rodauner“). |        | 27.09.1983 |

## Ehemalige Naturdenkmäler
| Foto |                 | Name                                       | ID     | Standort                                     | Beschreibung | Fläche | Datum      |
| ---- | --------------- | ------------------------------------------ | ------ | -------------------------------------------- | --- | ------ | ---------- |
| 0    | Datei hochladen | Esche                                      | gnd023 | Bad Schallerbach                             | Die Esche befand sich in der Ortsmitte von Bad Schallerbach. |        |            |
| 1    | Datei hochladen | Kastanie im Zentrum von Gallspach          | gnd440 | Gallspach KG: Gallspach GrStNr: 550 Standort | Die Gewöhnliche Rosskastanie (Aesculus hippocastanum) befand sich im Ortszentrum von Gallspach unterhalb der Pfarrkirche. Zum Zeitpunkt der Unterschutzstellung wies die Kastanie einen Stammumfang von 3,4 m (in 1 m Höhe gemessen), eine Höhe von etwa 18 m und einen Kronendurchmesser von 12 m auf. Sie wurde 1809 anlässlich des Feldzuges von Kaiser Napoleon gepflanzt, als Napoleon mit seinen Soldaten von Schloss Haag zur Schlacht bei Ebelsberg zog. |        | 04.03.1991 |
| 0    | Datei hochladen | 3 Kastanien in Hofkirchen an der Trattnach | gnd438 | Hofkirchen an der Trattnach                  | Die drei Kastanienbäume standen bei der Heimkehrerkapelle. |        |            |
| 0    | Datei hochladen | Eiche in Tollet                            | gnd584 | Tollet                                       | Die Eiche (Quercus robur) stand bei Kilometer 2,2 der Michaelnbacher Landesstraße bzw. bei der Ortstafel von Tollet. |        |            |
| 0    | Datei hochladen | Schwarzpappel                              | gnd531 | Waizenkirchen                                | Die Schwarzpappel (Populus nigra) stand beim Haus Niederdorf 14 in Waizenkirchen. |        |            |

| Foto:                    | Fotografie des Naturdenkmals. Klicken des Fotos erzeugt eine vergrößerte Ansicht. Daneben finden sich zwei Symbole: \| Weitere Bilder vorhanden \| Das Symbol bedeutet, dass weitere Fotos des Objekts verfügbar sind. Durch Klicken des Symbols werden sie angezeigt. \| \| Eigenes Foto hochladen \| Durch Klicken des Symbols können weitere Fotos des Objekts in das Medienarchiv Wikimedia Commons hochgeladen werden. \| |
| Name:                    | Bezeichnung des Naturdenkmals laut offiziellen Quellen |
| ID                       | Identifikator |
| Standort:                | Es ist die Gemeinde und falls vorhanden die Adresse angegeben. Darunter sind die Katastralgemeinde (KG) und die Grundstücksnummer angeführt. Durch Aufruf des Links Standort wird die Lage des Denkmals in verschiedenen Kartenprojekten angezeigt. |
| Beschreibung             | Kurze Beschreibung des Naturdenkmals |
| Fläche                   | Fläche des Naturdenkmals in Hektar (ha) |
| Datum                    | Datum oder Jahr der Unterschutzstellung |
| Weitere Bilder vorhanden | Das Symbol bedeutet, dass weitere Fotos des Objekts verfügbar sind. Durch Klicken des Symbols werden sie angezeigt. |
| Eigenes Foto hochladen   | Durch Klicken des Symbols können weitere Fotos des Objekts in das Medienarchiv Wikimedia Commons hochgeladen werden. |